# Гремячевские карстовые пещеры
Гремячевские пещеры — ходы Гремячевских катакомб Новомосковского района Тульской области, проложенные в кварцевых песчаниках. В XVII веке составляли подземную часть укреплений крепости Гремячее, аванпоста на подступах к Русскому государству с юга.
Гремячевские (Араповские) пещеры находятся на территории Новомосковского района Тульской области, в 6 километрах от села Гремячее. Пещеры расположены на берегу реки Тетяковка (бывшая Араповка), у основания обрыва. Гремячевские пещеры известны как Араповский пещерный монастырь.
История возникновения пещер имеет несколько версий. Одни ученые считают, что в пещерах жили люди каменного века, другие считают, что пещеры составляли подземную часть укреплений крепости Гремячее XV—XVI веках. Наиболее основательно изучена культовая версия возникновения пещер. По этой версии пещеры были открыты в 1849 году крестьянином села Гремячее Яковом Павловым и его товарищами для уединённого богомоления. 12 марта 1856 года Тульским губернатором был издан приказ об уничтожении пещер. Со временем речка Араповка подмыла берег, лес который был над пещерами вырублен, обвалы и песчаные наносы продолжили разрушение пещер.
На данный момент сохранилось немногим более двухсот метров подземных тоннелей, которые представляют собой систему геометрически правильных прямых ходов, в стенах вырублены ниши и лавки. Некоторые тоннели образуют пустоты в виде помещений, есть довольно большие и высокие, где можно стоять даже высокому человеку.